# Guerra de Successió de Castella

La Guerra de Successió de Castella, també coneguda per Guerra de Beltraneja, Segona Guerra de Successió de Castella o Segona Guerra Civil castellana (en contraposició a la Primera Guerra Civil castellana), fou una guerra que va tenir lloc a la Corona de Castella a finals del segle XV (entre el 1475 i el 1479) per determinar-ne la successió. Els seus actors foren Joana la Beltraneja, filla del fallit monarca Enric IV de Castella, més conegut com l'Impotent, contra els partidaris d'Isabel, germanastra del fallit rei. La guerra va tenir un marcat caràcter internacional perquè Isabel estava casada amb Ferran, el successor posterior d'Aragó, i Joana, per la seva banda, va casar-se amb el rei Alfons V de Portugal. França també hi va intervenir donant suport a Portugal per tal d'evitar el triomf d'Aragó, amb qui mantenia conflictes militars a Itàlia i al Rosselló, assetjant de manera fallida a Hondarribia.
En 1476, després de derrotar una flota portuguesa a l'estret de Gibraltar, les illes de Cap Verd foren ocupades per forces de Castella i l'italià Antonio de Noli va romandre com a governador de Cap Verd sota bandera castellana, Després de combatre els genovesos en la batalla del Cap de Sant Vicent, Guillem de Casanova va escoltar Alfons V de Portugal a França el mes de setembre, on va establir-se uns anys, per entendre que el francès concertava un acord amb Ferran i Isabel i va abdicar en el seu fill en 1477.
En 1478 una flota castellana va ocupar La Mina d'Or, però els portuguesos aconseguiren derrotar-los a la batalla naval de Guinea, i gràcies a l'or aconseguit amb aquesta victòria, el rei portuguès Alfons V va poder rellançar la guerra per terra contra Castella, on a més la notícia de la derrota va provocar desànim i crítiques a Ferran II d'Aragó.
El papa Sixt IV va decidir dissoldre la unió entre Joana i Alfons pel vincle de consanguinitat el 1479. Pel Tractat d'Alcáçovas es posa fi a les hostilitats, Alfons V de Portugal renuncia al tron de Castella i s'acorda el casament de la infanta Isabel d'Aragó amb el príncep Alfons de Portugal, fill del príncep Joan de Portugal i el casament de Joana la Beltraneja amb l'infant hereu dels Regnes de les Espanyes, infant Joan d'Aragó o bé ingressar en un convent portuguès renunciant als seus drets i títols castellans. Joana la Beltraneja va escollir finalment aquesta última opció, restant reclosa fins a la seva mort el 1530. El resultat de la batalla naval de Guinea va ser probablement decisiu perquè Portugal obtingués un repartiment de l'Atlàntic molt favorable, i aconseguís el control exclusiu de tota Guinea, entre altres territoris atlàntics i el restabliment del domini portuguès a Cap Verd.